# マツシマホールディングス
株式会社マツシマホールディングス（英: Matsushima HoldingsCo.，Ltd.）は京都府京都市右京区に本社を置く、自動車ディーラーの持株会社。
マツダの正規ディーラー事業からスタートし、京都の地に根ざした、地場独立資本の総合メガディーラーとして営業している。

## 取扱いブランド
- マツダ（京都マツダ）
  - 京都府内のマツダ販売会社としては、他に「京滋マツダ」（旧・マツダオート京都→アンフィニ京都）が存在するが、こちらはマツダの資本が入っている。
- メルセデス・ベンツおよびスマート（シュテルン京都）
- BMW・MINI（服部モーター商会）
- フォルクスワーゲン（ファーレン京都）
- アウディ（ファーレン古都）
- マセラティ（マツシマトライデントキャピタル）
- ポルシェ（エムエスウエスト）

### 過去の取り扱いブランド
- フォード（オートラマ京都）
- クライスラー・ジープ
- ジャガー・ランドローバー
- ボルボ・カーズ
  - のちにインターヨーロッパに移管。2003年（平成15年）には京都市の老舗ディーラー「ニューイースタン」から引き継いでいたが、2015年（平成27年）に終了。
- スズキ（平安スズキ）2023年（令和5年）10月終了。

## 沿革
- 1955年（昭和30年）12月 - 源流となる平安マツダ株式会社を設立。
- 1957年（昭和32年） - 株式会社京都マツダに社名変更。
- 1972年（昭和47年） - マツダの持株を買い戻し、地場独立資本経営に移行。
- 1989年（平成元年） - メルセデス・ベンツのディーラー権を取得。
- 1992年（平成4年） - フォルクスワーゲン、アウディのディーラー権を取得。
- 1999年（平成11年） - BMWのディーラー権を取得（モトーレン京都）。
- 2000年（平成12年）- 株式会社カミッグ（KAMIG）に社名変更。各ブランド店舗を「KAMIG AUTO MALL」としてネットワーク化し、どの店でも取り扱い全車種の情報や購入・メンテナンスサービスが行える体制を構築する。
- 2002年（平成14年） - MINIのディーラー権を取得。
- 2008年（平成20年） - 当時民事再生法を申請していた、京都市のBMWの老舗ディーラー「服部モーター商会」の経営権を取得。
- 2012年（平成24年） - スズキのディーラー権を取得。
- 2013年（平成25年） - 京都自動車専門学校との提携を開始し、自動車業界における人材不足に対して新たなアプローチを始める[2]。
- 2014年（平成26年）
  - 現在の株式会社マツシマホールディングスに社名変更。
  - BMW店舗の運営法人「モトーレン京都」を服部モーター商会に統合する。
  - マセラティのディーラー権を取得。
- 2017年（平成29年）
  - 広島市でポルシェ正規ディーラーを運営していたいすゞ自動車中国四国より引き継ぎ、同市内でのポルシェのディーラー権を取得。
  - アウディマレーシアとディーラー契約締結、日本企業としてアジアで初めてドイツ車のディーラー権を獲得する。マレーシアクアラルンプール近郊、セティアアラムにて地上3 階建てで延べ床面積が約 2,000 坪のアジア最大のアウディショールームを開業[3]。
  - 7月 - 滋賀県のBMWディーラー「服部モータース」の経営権を取得。
- 2020年（令和2年）2月 - ラオックスホールディングスよりハイヤー・タクシー事業者の愛都交通株式会社を譲受。
- 2021年（令和3年）12月 - 愛都交通を株式会社マツシマモビリティサービスに商号変更。
- 2022年（令和4年）3月 - プロバスケットボールのBリーグに所属する京都ハンナリーズの経営権をアーキエムズ社と共にアークレイ社から無償譲渡を受け、7月から新会社の運営に参画する[4]。